# Чемпионат СССР по водно-моторному спорту 1977
Чемпионат СССР по водно-моторному спорту 1977 года прошёл в октябре на Чернореченском водохранилище Грозного. Всесоюзные соревнования на водохранилище проводились второй раз: годом ранее здесь первенство ДСО и ведомств. Чемпионат был 24-м по счёту. В нём участвовали команды Москвы, Ленинграда и всех союзных республик за исключением Киргизии и Таджикистана. В ходе чемпионата не было установлено ни одного рекорда. Из-за высокой форсированности моторов многие двигатели глохли по ходу гонки. Так, во время гонки на 10 миль в личном зачёте в классе OJ из пяти стартовавших спортсменов ни один не смог прийти к финишу: у всех участников заглохли моторы. Мастер спорта Е. Бочкарь стал единственным участником, которому удалось сохранить завоёванное за год до этого звание чемпиона страны, а В. Каширин — единственным, которому удалось завоевать звание чемпиона страны в двух дисциплинах.

## Медалисты

### Серия 4×5 миль
| Класс                        | Золото                                                 | Серебро                                                 | Бронза                                               |
| Скутера с серийными моторами | Скутера с серийными моторами                           | Скутера с серийными моторами                            | Скутера с серийными моторами                         |
| ---------------------------- | ------------------------------------------------------ | ------------------------------------------------------- | ---------------------------------------------------- |
| ОВ-350                       | Е. Бочкарь (Москва) 1200 очков (81,784 км/ч)           | Р. Азатян (Армянская ССР) 869 очков (77,840 км/ч)       | Б. Зародин (Белорусская ССР) 750 очков (78,291 км/ч) |
| ОС-500                       | И. Чермашенцев (РСФСР) 1200 очков (81,507 км/ч)        | В. Яскорунский (Украинская ССР) 869 очков (79,669 км/ч) | А. Куземкин (Москва) 694 очка (78,080 км/ч)          |
| Мотолодки                    |                                                        |                                                         |                                                      |
| SB-350                       | Валерий Усолкин (РСФСР) 625 очков (59,975 км/ч)        | А. Щербинин (Ленинград) 625 очков (59,727 км/ч)         | Ю. Иванов (РСФСР) 600 очков (59,360 км/ч)            |
| SС-500                       | К. Тылл (Эстонская ССР) 1025 очков (60,425 км/ч)       | В. Тамулис (Литовская ССР) 1000 очков (60,349 км/ч)     | В. Кусков (Украинская ССР) 1000 очков (59,851 км/ч)  |
| Скутера с гоночными моторами |                                                        |                                                         |                                                      |
| OJ-175                       | А. Якубович (Украинская ССР) 1200 очков (68,449 км/ч)  | О. Кутепов (Литовская ССР) 750 очков (71,349 км/ч)      | И. Парантаев (Ленинград) 694 очка (71,738 км/ч)      |
| ОА-250                       | А. Чермашенцев (РСФСР) 1100 очков (88,913 км/ч)        | Н. Пывват (Эстонская ССР) 1000 очков (88,532 км/ч)      | Алексей Ишутин (Ленинград) 850 очков (86,471 км/ч)   |
| ОВ-350                       | В. Матулявичус (Литовская ССР) 825 очков (87,252 км/ч) | В. Букшин (Ленинград) 825 очков (83,481 км/ч)           | И. Богданов (Москва) 800 очков (88,749 км/ч)         |
| ОС-500                       | П. Богданов (Москва) 1100 очков (93,749 км/ч)          | В. Исаков (Ленинград) 1025 очков (96,624 км/ч)          | Е. Ковалев (Украинская ССР) 596 очков (93,444 км/ч)  |

### Серия 4×10 миль
| Класс    | Золото                                           | Серебро                                            | Бронза                                                |
| Глиссеры | Глиссеры                                         | Глиссеры                                           | Глиссеры                                              |
| -------- | ------------------------------------------------ | -------------------------------------------------- | ----------------------------------------------------- |
| R1       | В. Сокол (Ленинград) 1200 очков (86,886 км/ч)    | А. Кузнецов (РСФСР) 1000 очков (85,300 км/ч)       | Г. Лашко (Латвийская ССР) 694 очка (84,949 км/ч)      |
| R2       | О. Пикоткин (Ленинград) 1200 очков (97,666 км/ч) | В. Исаков (Ленинград) 900 очков (93,868 км/ч)      | В. Зайцев (РСФСР) 850 очков (90,242 км/ч)             |
| R4       | В. Каширин (РСФСР) 1200 очков (92,608 км/ч)      | Г. Грушевский (Ленинград) 1000 очков (91,208 км/ч) | В. Хмеляускас (Литовская ССР) 750 очков (86,214 км/ч) |

### 10 миль
| Класс                        | Золото                                     | Серебро                                | Бронза                                     |
| Скутера с гоночными моторами | Скутера с гоночными моторами               | Скутера с гоночными моторами           | Скутера с гоночными моторами               |
| ---------------------------- | ------------------------------------------ | -------------------------------------- | ------------------------------------------ |
| ОА-250                       | Алексей Ишутин (Ленинград) 92,549 км/ч     | Н. Пывват (Эстонская ССР) 90,638 км/ч  | Г. Лубяницкий (Украинская ССР) 88,858 км/ч |
| ОВ-350                       | В. Борисов (РСФСР) 93,372 км/ч             | С. Манукян (Армянская ССР) 87,622 км/ч | В. Букшин (Ленинград) 87,516 км/ч          |
| ОС-500                       | Э. Голубицкий (Украинская ССР) 97,459 км/ч | В. Исаков (Ленинград) 97,403 км/ч      | П. Богданов (Москва) 95,289 км/ч           |
| Скутера с серийными моторами |                                            |                                        |                                            |
| ОВ-350                       | Р. Азатян (Армянская ССР) 82,295 км/ч      | В. Захаров (РСФСР) 81,691 км/ч         | В. Кузнецов (Москва) 76,715 км/ч           |
| ОС-500                       | Е. Степанов (РСФСР) 87,410 км/ч            | Э. Плесковский (Латв. ССР) 80,556 км/ч | И. Мокрый (Латвийская ССР) 76,919 км/ч     |
| Мотолодки                    |                                            |                                        |                                            |
| SB-350                       | П. Клабуков (РСФСР) 58,098 км/ч            | А. Бакшис (Литовская ССР) 57,83 км/ч   | И. Янушаускас (Литовская ССР) 57,705 км/ч  |
| SC-500                       | В. Кусков (Украинская ССР) 65,511 км/ч     | К. Тылл (Эстонская ССР) 62,484 км/ч    | А. Раудва (Эстонская ССР) 60,024 км/ч      |

### 15 миль
| Класс    | Золото                            | Серебро                                 | Бронза                                   |
| Глиссеры | Глиссеры                          | Глиссеры                                | Глиссеры                                 |
| -------- | --------------------------------- | --------------------------------------- | ---------------------------------------- |
| R1       | А. Кузнецов (РСФСР) 86,368 км/ч   | В. Андреев (Украинская ССР) 85,805 км/ч | В. Макарскас (Литовская ССР) 85,350 км/ч |
| R2       | В. Исаков (Ленинград) 95,856 км/ч | О. Пикоткин (Ленинград) 95,226 км/ч     | В. Зайцев (РСФСР) 90,638 км/ч            |
| R4       | В. Каширин (РСФСР) 94,481 км/ч    | Г. Грушевский (Ленинград) 91,496 км/ч   | К. Мартищенко (РСФСР) 82,671 км/ч        |

## Командный зачёт
1. Украинская ССР — 1626,891;
2. Ленинград — 1578,963;
3. РСФСР — 1547,819;
4. Литовская ССР — 1449,602;
5. Грузинская ССР — 1249,963;
6. Эстонская ССР — 1201,384;
7. Белорусская ССР — 1150,446;
8. Москва — 976,287;
9. Латвийская ССР — 976,191;
10. Казахская ССР — 652,762;
11. Узбекская ССР — 643,933;
12. Молдавская ССР — 637,536;
13. Азербайджанская ССР — 579,665;
14. Армянская ССР — 573,465;
15. Туркменская ССР — 540,009.